# Formula One Indoor Trophy de 1993
Formula One Indoor Trophy de 1993 foi a sexta edição da Formula One Indoor Trophy. A competição foi disputada nos dias 4 e 5 de Dezembro de 1993.

## Participantes
| Equipe/Scuderia              | Construtor | Chassis | Motor                     | Pneus | Piloto             |
| ---------------------------- | ---------- | ------- | ------------------------- | ----- | ------------------ |
| Lola BMS Scuderia Italia SpA | Lola       | T93/30  | Ferrari 040 3.5 V12       | G     | Michele Alboreto   |
| Lola BMS Scuderia Italia SpA | Lola       | T93/30  | Ferrari 040 3.5 V12       | G     | Fabrizio Barbazza  |
| Minardi Team                 | Minardi    | M193    | Ford Cosworth HBC6 3.5 V8 | G     | Pierluigi Martini  |
| Sasol Jordan                 | Jordan     | 193     | Hart 1035 3.5 V10         | G     | Rubens Barrichello |
| Sasol Jordan                 | Jordan     | 193     | Hart 1035 3.5 V10         | G     | Vittorio Zoboli    |

## Resultados

### Fase Preliminar
| Pos | Piloto               | Equipe           | Pontos |
| --- | -------------------- | ---------------- | ------ |
| 1   | Rubens Barrichello   | Jordan-Hart      | 12     |
| 2   | Pierluigi Martini    | Minardi-Ford     | 10     |
| 3   | Vittorio Zoboli      | Jordan-Hart      | 8      |
| 4   | Michele Alboreto     | BMS Lola-Ferrari | 2      |
| 5   | Fabrizio Barbazza"*" | BMS Lola-Ferrari | 2      |

- Fabrizio Barbazza foi eliminado.

### Fase Final
|  | Semifinais         | Semifinais        |   |                 | Final              | Final |  |
|  |                    |                   |   |                 |                    |       |  |
|  |                    |                   |   |                 |                    |       |  |
|  | Rubens Barrichello | 2                 |   |                 |                    |       |  |
|  | Vittorio Zoboli    | 0                 |   |                 |                    |       |  |
|  |                    |                   |   |                 |                    |       |  |
|  |                    |                   |   |                 |                    |       |  |
|  |                    |                   |   |                 | Rubens Barrichello | 2     |  |
|  |                    | Pierluigi Martini | 1 |                 |                    |       |  |
|  |                    |                   |   |                 |                    |       |  |
|  |                    |                   |   |                 |                    |       |  |
|  |                    |                   |   |                 | Terceiro lugar     |       |  |
|  |                    |                   |   |                 |                    |       |  |
|  | Michele Alboreto   | 0                 |   | Vittorio Zoboli | 2                  |       |  |
|  | Pierluigi Martini  | 2                 |   |                 | Michele Alboreto   | 0     |  |

#### Resultado Final
| Formula One Indoor Trophy de 1993       |
| Rubens Barrichello                      |
| --------------------------------------- |
| Rubens Barrichello Vencedor (1º título) |